# 경작

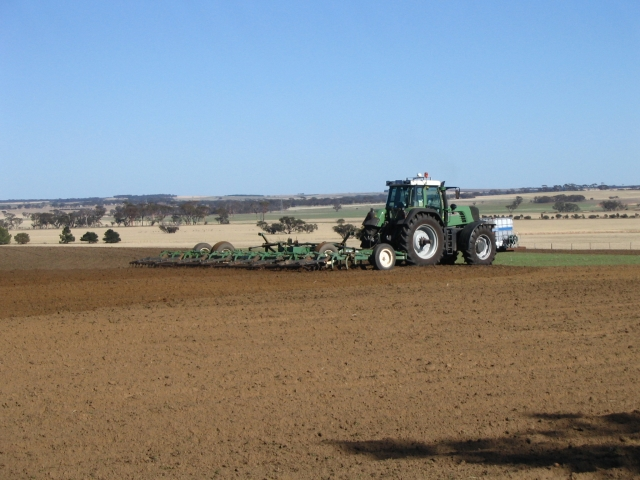
비 온 후의 경작 모습

경작(耕作)은 작물 생육에 적합한 토양 상태 조성, 잡초 방지, 침투능이나 통기성의 유지 등을 위해 토양을 기계적으로 조작하는 것이다. 경작은 땅을 파고, 휘젓고, 뒤집는 등 다양한 형태의 기계적인 교반을 통해 토양을 농업적으로 준비하는 것이다. 수공구를 이용한 인력 경작 방법의 예로는 삽질, 따기, 곡괭이 작업, 호미질, 갈퀴질 등이 있다. 견인 동물 동력 또는 기계화 작업을 이용할 수도 있다.
깊이가 깊고 철저한 경작이 1차 경작으로 분류되고, 깊이가 더 얕고 때로는 위치가 더 선택적인 경작이 2차 경작으로 분류된다. 쟁기질과 같은 1차 경작은 표면 마감이 거친 경향이 있는 반면, 2차 경작은 많은 작물의 좋은 묘판을 만드는 데 필요한 것과 같이 더 매끄러운 표면 마감을 생성하는 경향이 있다. 써레작업과 윤경 작업은 종종 1차 경작과 2차 경작을 하나의 작업으로 결합한다.

## 같이 보기
- 임학